# Pietreni (okręg Vâlcea)
Pietreni – wieś w Rumunii, w okręgu Vâlcea, w gminie Costești. W 2011 roku liczyła 568 mieszkańców.